# Heteromycteris japonicus
Heteromycteris japonicus es una especie de pez de la familia Soleidae en el orden de los Pleuronectiformes.

## Distribución geográfica
Se encuentran en las  costas del Pacífico noroccidental (Corea, Japón incluyendo las Islas Ryukyu - y el Mar de la China Oriental).